# El Señor de los Cielos
El Señor de los Cielos es una serie de televisión estadounidense producida y grabada íntegramente en México. Es producida por Telemundo Global Studios (antes Telemundo Studios) y Argos Comunicación. Durante la primera temporada, la televisora colombiana, Caracol Televisión, también participó en la producción. Está escrita por Luis Zelkowicz y Mariano Calasso, basada en una idea original de Andrés López López.
La serie está inspirada en la vida narcotraficante mexicano Amado Carrillo, cuyo nombre se cambió por Aurelio Casillas en la serie. Cuenta con un extenso reparto coral encabezado por Rafael Amaya como el personaje titular. 
Se estrenó el 15 de abril de 2013 en Telemundo, y tras siete temporadas, tuvo un receso de un año; confirmándose así una octava temporada el 15 de febrero de 2022, la cual se estrenó el 17 de enero de 2023. En mayo de 2023, la serie fue renovada para una novena temporada, la cual se estrenó el 13 de febrero de 2024. En mayo de 2024, Telemundo anunció una serie derivada titulada La dinastía Casillas, tras la salida de Rafael Amaya en la novena temporada.

## Trama

### Primera temporada
La telenovela narra la historia de Aurelio Casillas (Rafael Amaya), uno de los narcotraficantes más importantes de México en los años 90. La única ambición de Aurelio era convertirse en el narcotraficante más poderoso de México, sin importarle ser cauteloso y mucho menos llamativo. Logró tener fortuna, mujeres, casas, edificios y mansiones sin mucho esfuerzo. Cuando era pequeño, Aurelio no sabía leer ni escribir. Perdió a su padre desde joven y tuvo que sostener a su familia junto con su hermano Víctor Casillas (Raúl Méndez). Con la ayuda de Daniel Jiménez Arroyo "El Letrudo" (Juan Ríos), Aurelio aprendió a escribir y leer. Ximena (Ximena Herrera), la mujer de su vida y madre de sus 3 hijos Heriberto (Ruy Senderos), Rutila (Carmen Aub) y Luz Marina (Gala Montes de Oca) vivió en el mundo del narcotráfico desde pequeña: su padre, Don Cleto (Javier Díaz Dueñas), era uno de los narcos más poderosos de la época. A los 15 años, ella conoce a Aurelio y se enamora perdidamente de él. Tras seguir creciendo y obtener fama y fortuna, Aurelio se hace enemigo del Cártel de los Robles, en el cual la hermana menor de los Robles, Mónica Robles (Fernanda Castillo), maneja las finanzas de sus hermanos; sin embargo, su lado débil es su secreto enamoramiento hacia Aurelio. Ella oculta sus sentimientos para no perder el control y no ser derrotada fácilmente por sus enemigos. Cuando Aurelio asesina a sus dos hermanos, Isidro (Guillermo Quintanilla) y Guadalupe (Marco Pérez) Mónica intenta vengarse, pero solo pierde el control sobre sí misma y continúa enamorada de Aurelio, ayudándolo con sus crímenes en lo sucesivo. Marco Mejía (Gabriel Porras), un policía de México que perdió a su padre por culpa de Aurelio, logra hacer que el rostro de Casillas sea revelado por la prensa y medios noticiosos, los cuales le apodaron "El señor de los cielos". Tras haberse revelado el rostro de Aurelio, la policía y sus enemigos comienzan a atacar su organización para quitarle todo su poder. Después de varios meses, Marco logra hacer caer a Aurelio, expropiándole sus terrenos, mansiones y joyas. Aurelio, tras verse acorralado, decide hacerse una operación de rostro, muriendo en una camilla de hospital. Al final, Heriberto cumple la promesa que le hizo a su padre, antes de morir, y mata a Marco Mejía.

### Segunda temporada
Todos creen que El señor de los Cielos murió en aquella camilla de hospital, pero es mentira. Ahora Aurelio regresará de la muerte a vengarse de los que osaron traicionarle. Aurelio Casillas vuelve para buscar venganza de sus enemigos con la ayuda de su resucitada e inquebrantable amante Mónica Robles y su fiel hermano Víctor "Chacorta" Casillas. Buscará retomar el vuelo y recuperar la silla del Capo de Capos, pero él no es el único contendiente, pues ahora José María "El Chema" Venegas (Mauricio Ochmann) buscará reclamar para sí ese título y enviar de nuevo al Señor de los Cielos a donde cree que debe estar. Además, ahora la solitaria agente Leonor "La colombiana" Ballesteros (Carmen Villalobos) deberá atrapar a Casillas sin la ayuda de su compañero Marcos Mejía, que fue asesinado por Heriberto Casillas y Chacorta. Ella tendrá la ayuda del Gobernador de Jalisco Pedro Nevárez (Irineo Álvarez), su hija Victoria Nevárez (Marlene Favela) y su marido Ignacio Miravalle (Alejandro de la Madrid). Con la muerte del gobernador todos deberán tomar bando del Chema o Aurelio, pues ambos iniciarán una carrera para llegar a la presidencia de Jalisco y reclamar dicho territorio, en una historia de tragedias y muerte, Aurelio deberá enfrentar una guerra larga, sangrienta y de desgaste, pues con la muerte de su amada Ximena, el atentado en contra de su sobrino Víctor Casillas Jr. "El Chacortita" (Jorge Luis Moreno) a manos del Tostado (Sebastián Caicedo) que este fue asesinado por Aurelio cubriendo a Tijeras (Tommy Vásquez), su amor fugaz por Victoria y con la sombra del Chema Venegas persiguiéndole deberá retomar el vuelo a su preciado cielo, pero con la sorpresa de que su hija Rutila lo hará abuelo de su peor enemigo.

### Tercera temporada
El señor de los cielos está en prisión sin saber si es de día o de noche siendo golpeado y torturado diariamente por los soldados de la marina comandados por Marcado (Sebastián Ferrat) y Medardo (Alejandro Peniche), dos generales corruptos del cuerpo de seguridad de Rodrigo Rivero (Manuel Balbi) y sumado a la recompensa que su rival El Chema puso sobre su cabeza. Pero cuando el ambicioso agente de la CIA Tim Rowlings (Sergio Mur) ve una manera de escalar en la organización ofrece un trato a Casillas: trabajar para la ley, pero con la presión de su familia amenazada, el atentado que sufre su sobrino Víctor Casillas Jr., la vida que lleva su hija Rutila ahora atada a Venegas quien con humillaciones y maltratos pagará el precio por su venganza, su hijo y su mujer Mónica Robles sitiados en toda América y con la brutal muerte de su hermano "Chacorta" deberá ceder y ser liberado a cualquier precio. Pero la agente Ballesteros después de ver lo difícil y el número de bajas que sufrió para meterlo preso no cede, además esto la desestabilizará pues comienza a sentir atracción por Casillas por lo que deberá ceder y con su nueva familia su amiga Julia Rowlings (Sandra Beltrán) y su nueva pareja Omar Terán (Jesús Móre) deberá regresar en sí y decidir qué camino debe elegir. Aurelio libre y con el regreso de viejos conocidos como el diputado Silva (Juan Ignacio Aranda), Don Feyo Aguilera (Leonardo Daniel) y Lilo (Edgardo González) el agente cubano, y la obligada entrada del Tijeras, el hermano gemelo del Tostado Eleazar Yepes y junto a la nueva generación de cabecillas del narcotráfico SuperJavi (Alejandro López), Víctor Jr. deberá luchar en dos frentes, el ahora exiliado Marcado que traicionó a Venegas y fundó su propio grupo los Emes, y su viejo rival el General Gárnica (Tomás Goros) salió de la cárcel después de asesinar a Ernesto Gamboa (Sahit Sosa) por órdenes de Venegas que iniciará una guerra larga que acabará con el fin de uno de los tres. Pero Aurelio no es el único con problemas, pues Venegas se verá en una encrucijada entre el amor que tiene con Rutila, la desesperada lucha que lleva contra los Emes, la muerte de su Agente Andrews (Ari Sebastián Brickman) a manos de Víctor, y la poca atención que presta a sus negocios causaran en él una mentalidad que lo hará tropezar una y otra vez al grado de que terminará trabajando como en sus inicios. Pero el destino siempre da vueltas, la aparición de Esperanza Salvatierra (Sabrina Seara), la rivalidad que surge con Don Feyo a causa de la infidelidad de su esposa La Condesa (Verónica Montes) y a últimos aires Mónica lo traiciona con Víctor que se enfrentará a su tío a causa de una decisión que Aurelio tomó con tal de que entrara al negocio, con la adicción de su hija Luz Marina con las drogas y su nueva enfermedad verá si es capaz de evitar que se le caiga el cielo.

### Cuarta temporada
En México cambia de sexenio y de gobierno, pero esta vez, detrás de los hilos del poder están las manos del criminal más hábil de la historia del país. Aurelio Casillas, asociado con estrategas políticos, ha logrado colocar a un títere de sus aliados en el sillón de Los Pinos, alcanzando al fin el sitio que tanto anheló: la cima del poder. Pero en esta temporada, no será la ley sino su propio cuerpo el que le pondrá límites a sus aspiraciones. Una dura enfermedad renal lo obligará a recurrir a gente de su sangre para buscar un donante para el necesario trasplante que le salvará la vida. Al no hallar compatibilidad con ninguno de sus familiares cercanos, Aurelio deberá recurrir a ese largo prontuario de conquistas amorosas que ha dejado regadas por el mundo, buscando algún hijo perdido que pueda ser su salvación. Y allí comenzará otra historia, porque el gran conflicto del Señor de los Cielos, dueño y patrón de la tierra ahora, no será solo encontrar descendientes, sino enfrentar la crueldad y la ambición que descubrirá en esos hombres que llevan su propio ADN, en una desmedida lucha por sobrevivir. Afuera, en ese mundo que ya Aurelio siente conquistado políticamente, sigue la lucha por el manejo del negocio de la droga entre su sobrino Víctor, ahora en relación abierta con Mónica Robles, siempre en combinación con la dupla guerrilla colombiana / Cartel de los Soles de los generales venezolanos y la línea de producción del Chema Venegas, asociado al Feyo Aguilera, Tijeras y El Oficial (Christian Tappan), un nuevo capo que ha acaparado toda la producción de materia prima en Colombia, Ecuador y Perú para obligar a todos a doblegarse a sus manejos. A ellos se asocia Dalvio Navarrete "el Ingeniero" (Plutarco Haza) un constructor de túneles en la frontera con los Estados Unidos. Estos dos grupos en pugna emprenderán una feroz lucha que se dará en buena parte en Colombia, toda vez que en México, el títere impuesto por Aurelio Casillas en la presidencia, ha declarado que la guerra emprendida por Morejón a los carteles, con el nuevo gobierno ha terminado. Aurelio seguirá lavando dinero por intermedio de su amante, la banquera Esperanza Salvatierra, incursionará en otros negocios, como el del petróleo, el oro y el uranio, todo a altísimo nivel, mientras espera que aparezca el donante del riñón que necesita para volver a tener una vida normal, y cuando pareciera estar a punto de lograrlo, surge un grupo de gente honesta de varios países, que se la pondrán difícil armando una lucha descarnada contra la corrupción que ha generado Aurelio en toda la región y a todo nivel. En el plano amoroso de Aurelio, aparte de las madres de los hijos que ha regado por el mundo, y que aparecen cuando se está determinando quién puede ser el posible donante, las cuales intentarán revivir las cenizas de la relación que tuvieran con él en el pasado, aparece otro personaje que pondrá a dudar a Aurelio en su decisión de seguir con Esperanza como amante fija. Se trata de Amparo Rojas (Maritza Rodríguez), la hermana de la fallecida Matilde Rojas (Sara Corrales), la ex de Chacorta, que ha venido a proteger a Carlitos (Carlos D. Estrada), el hijo que Chacorta y Matilde procrearan en su tormentosa relación. Amparo negociará con Aurelio para que deje en paz a su sobrino y a cambio ella, como enfermera especialista en cuidados intensivos, le dará apoyo en todo el proceso del trasplante. En este proceso, Amparo se transformará en una especie de Ángel de la Guarda de Aurelio y avanzada la historia, deberá decidir, a su vez, si está dispuesta o no a entregar su cuerpo y su vida toda al restablecido capo. Cuando todo pareciera tomar su rumbo y lograrse una estabilidad total en el mundo de los negocios legales e ilegales de Aurelio, cuando pareciera que sus enemigos políticos han sido doblegados, cuando ha limado las asperezas con sus hijas y todo está caminando en el plano de los afectos filiales y amorosos, de su propio entorno vendrá el cataclismo que destruirá por completo el orden familiar y pondrá a todos los miembros del Clan Casillas a decidir entre Aurelio y Víctor, quien intenta destronar a su tío como el mayor criminal de la historia de México de todos los tiempos. Cuando Aurelio mata a Lecho Contreras, su hija Emiliana (Vanessa Villela) decide vengarse de él y enamorarlo y matarlo. Pero pronto cae en su propia trampa, y se enamora de él, ya que Aurelio le propone matrimonio.

### Quinta temporada
Aurelio desatará una vez más una guerra en México, pero en esta ocasión no será contra el gobierno, la DEA u otros cárteles… sino contra su propia familia. Después de que Emiliana lograra meterse en la vida de Aurelio Casillas y de que los federales lograron localizar a los prófugos más famosos de la televisión, el futuro de Aurelio y compañía parecía más negro que nunca. A lo anterior hay que sumarle que Mónica ya estaba casada con Víctor, y que en medio de su boda, recibió un tiro que al parecer es mortal y esta guerra ahora sí es mundial y personal.

### Sexta temporada
Aurelio Casillas, quien ha recuperado toda la fortuna que perdió y finalmente siente la necesidad de retirarse. Pero es tiempo de retribución, el odio que sembró desde que vendió su alma al demonio del narcotráfico ahora está llamando a su puerta con la cara y la sangre de las muchas personas inocentes que él destruyó. Aurelio comprenderá que sus riquezas son una ilusión, y que después de haber sido el gran cazador que era, ahora se convertirá en la presa. Las mujeres que maltrató, los hombres que traicionó, las marionetas políticas que puso en el poder. ¿Ha llegado el momento de que Aurelio pague por sus pecados?.

### Séptima temporada
El cielo llora la muerte de su señor y patrón, quien por fin da su último aliento, pero deja a su familia a la mira de sus enemigos.
Ahora los Casillas tendrán que unirse y luchar contra el Cabo (Robinson Diaz) y sus aliados para sobrevivir.
¿El cartel de los Casillas logrará estar a flote sin su fundador?.

### Octava temporada
Para todos los que lo conocen, Aurelio Casillas está muerto. Solo sus enemigos de la DEA saben el secreto mejor guardado del desierto, el Señor de los Cielos está más vivo que nunca y decidido a asumir nuevamente el poder. Aurelio establece una poderosa unión con aliados anteriores, mientras se enfrenta a nuevos romances y descubre misterios familiares, arriesgando nuevamente su vida en nombre de la venganza.

### Novena temporada
Aurelio, en un intento por contener su imperio criminal, acuerda un pacto de paz con el gobierno mexicano, pero la tranquilidad se quiebra cuando su hijo es detenido. Este suceso desencadena la reaparición de su naturaleza violenta, llevándolo a atacar el país para neutralizar a sus enemigos. A pesar de sus esfuerzos por encontrar paz, descubre obstáculos surgidos dentro de su propia familia. Este dilema lo fuerza a renunciar a sus deseos de tranquilidad y a retomar su papel como "El Señor de los Cielos". La narrativa se desenvuelve en la continuación del negocio criminal, donde Aurelio destruye a sus adversarios y defiende a su familia, dispuesto a doblegarlos y pasar por alto derechos para satisfacer sus ansias de poder, placer y ambición.

## Reparto
Leyenda:  Indica un rol principal   Indica un rol recurrente   Indica un rol de invitado 
| Actor                  | Personaje              | El Señor de los Cielos | El Señor de los Cielos | El Señor de los Cielos | El Señor de los Cielos | El Señor de los Cielos | El Señor de los Cielos | El Señor de los Cielos | El Señor de los Cielos | El Señor de los Cielos | Series derivadas       | Series derivadas |
| Actor                  | Personaje              | 1                      | 2                      | 3                      | 4                      | 5                      | 6                      | 7                      | 8                      | 9                      | El Chema               |                  |
| Personajes principales | Personajes principales | Personajes principales | Personajes principales | Personajes principales | Personajes principales | Personajes principales | Personajes principales | Personajes principales | Personajes principales | Personajes principales | Personajes principales |                  |
| ---------------------- | ---------------------- | ---------------------- | ---------------------- | ---------------------- | ---------------------- | ---------------------- | ---------------------- | ---------------------- | ---------------------- | ---------------------- | ---------------------- | ---------------- |
| Rafael Amaya           | Aurelio Casillas       |                        |                        |                        |                        |                        |                        |                        |                        |                        |                        |                  |
| Ximena Herrera         | Ximena Letrán          |                        |                        |                        |                        |                        |                        |                        |                        |                        |                        |                  |
| Robinson Díaz          | El Cabo                |                        |                        |                        |                        |                        |                        |                        |                        |                        |                        |                  |
| Raúl Méndez            | Chacorta               |                        |                        |                        |                        |                        |                        |                        |                        |                        |                        |                  |
| Carmen Villalobos      | Leonor Ballesteros     |                        |                        |                        |                        |                        |                        |                        |                        |                        |                        |                  |
| Gabriel Porras         | Marco Mejía            |                        |                        |                        |                        |                        |                        |                        |                        |                        |                        |                  |
| Mauricio Ochmann       | El Chema               |                        |                        |                        |                        |                        |                        |                        |                        |                        |                        |                  |
| Alberto Guerra         | El Chema               |                        |                        |                        |                        |                        |                        |                        |                        |                        |                        |                  |
| Fernanda Castillo      | Mónica Robles          |                        |                        |                        |                        |                        |                        |                        |                        |                        |                        |                  |
| Marlene Favela         | Victoria Navárez       |                        |                        |                        |                        |                        |                        |                        |                        |                        |                        |                  |
| Carmen Aub             | Rutila Casillas        |                        |                        |                        |                        |                        |                        |                        |                        |                        |                        |                  |
| Maritza Rodríguez      | Amparo Rojas           |                        |                        |                        |                        |                        |                        |                        |                        |                        |                        |                  |
| Sabrina Seara          | Esperanza Salvatierra  |                        |                        |                        |                        |                        |                        |                        |                        |                        |                        |                  |
| Vanessa Villela        | Emiliana Contreras     |                        |                        |                        |                        |                        |                        |                        |                        |                        |                        |                  |
| Marisela González      | La Felina              |                        |                        |                        |                        |                        |                        |                        |                        |                        |                        |                  |
| Mariana Seoane         | Ninón del Valle        |                        |                        |                        |                        |                        |                        |                        |                        |                        |                        |                  |
| Miguel Varoni          | Leandro Quezada        |                        |                        |                        |                        |                        |                        |                        |                        |                        |                        |                  |
| Guy Ecker              | Joe Navarro            |                        |                        |                        |                        |                        |                        |                        |                        |                        |                        |                  |
| Ninel Conde            | Evelina López          |                        |                        |                        |                        |                        |                        |                        |                        |                        |                        |                  |
| Carlos Bardem          | Chivo Ahumada          |                        |                        |                        |                        |                        |                        |                        |                        |                        |                        |                  |
| Alejandro López        | El Súper Javi          |                        |                        |                        |                        |                        |                        |                        |                        |                        |                        |                  |
| Francisco Gattorno     | Gustavo Casasola       |                        |                        |                        |                        |                        |                        |                        |                        |                        |                        |                  |
| Jesús Moré             | Omar Terán             |                        |                        |                        |                        |                        |                        |                        |                        |                        |                        |                  |
| Lisa Owen              | Alba Casillas          |                        |                        |                        |                        |                        |                        |                        |                        |                        |                        |                  |
| Isabella Castillo      | Diana Ahumada          |                        |                        |                        |                        |                        |                        |                        |                        |                        |                        |                  |
| María Conchita Alonso  | Nora Requena           |                        |                        |                        |                        |                        |                        |                        |                        |                        |                        |                  |
| Matías Novoa           | Amado Casillas         |                        |                        |                        |                        |                        |                        |                        |                        |                        |                        |                  |
| Iván Arana             | Ismael Casillas        |                        |                        |                        |                        |                        |                        |                        |                        |                        |                        |                  |
| Héctor Bonilla         | El Rayo                |                        |                        |                        |                        |                        |                        |                        |                        |                        |                        |                  |
| Roberto Escobar        | José Ramiro Valdés     |                        |                        |                        |                        |                        |                        |                        |                        |                        |                        |                  |
| Fernando Noriega       | Eutimio «Rojo» Flores  |                        |                        |                        |                        |                        |                        |                        |                        |                        |                        |                  |
| Eduardo Santamarina    | Balthazar Ojeda        |                        |                        |                        |                        |                        |                        |                        |                        |                        |                        |                  |
| Danna García           | Violeta Estrella       |                        |                        |                        |                        |                        |                        |                        |                        |                        |                        |                  |
| Rubén Cortada          | Fernando Aguirre       |                        |                        |                        |                        |                        |                        |                        |                        |                        |                        |                  |
| África Zavala          | Mecha de la Cruz       |                        |                        |                        |                        |                        |                        |                        |                        |                        |                        |                  |
| Yuri Vargas            | Tracy Lobo             |                        |                        |                        |                        |                        |                        |                        |                        |                        |                        |                  |
| Itatí Cantoral         | Belén San Román        |                        |                        |                        |                        |                        |                        |                        |                        |                        |                        |                  |
| Julio Bracho           | Ricardo Almenar        |                        |                        |                        |                        |                        |                        |                        |                        |                        |                        |                  |
| Jason Romo             | Diego Bustamante       |                        |                        |                        |                        |                        |                        |                        |                        |                        |                        |                  |

## Producción
Al final de la primera temporada, se anunció segunda temporada para el 2014, misma que fue grabada en Veracruz. La serie cuenta con los mismos personajes y elenco de la primera temporada, incorporándose al elenco principal Mauricio Ochmann, que en la temporada anterior solo participó en tres episodios.
El 22 de abril de 2014, Telemundo lanzó una miniserie a través de su sitio web, titulada El señor de los cielos: capítulo secreto, constando esta de siete partes. Se estrenó el 22 de mayo de 2014 a manera de episodio piloto para el estreno de la segunda temporada de la serie.
La serie se convirtió en la producción de Telemundo con mayor audiencia en México en su emisión original por dicha cadena.
Luego de 2 años de hiatus y debido a varias posposiciones tras la pandemia de COVID-19, la serie fue renovada para una octava temporada. Las grabaciones comenzaron el 21 de septiembre de 2022. El 11 de mayo de 2023, Telemundo renovó la serie para una novena temporada. El 24 de abril de 2024, Rafael Amaya anunció su salida de Telemundo y de la serie. Semanas después, Telemundo anunció una serie derivada titulada La dinastía Casillas, centrada en Ismael (Iván Arana) y Rutila Casillas (Carmen Aub).

### Recepción
Varios medios de comunicación comentaron que las producciones llamadas "narconovelas" venden antivalores y fomentan la violencia en la sociedad.[cita requerida] En Argentina, la serie obtuvo entre 7 y 9 puntos promedio de audiencia, ganando en el horario de prime time. En México, la transmisión de la serie por televisión abierta se transmitió por Gala TV, transmitiéndose posteriormente por el canal de pago Unicable también de Televisa. En Venezuela fue transmitida por Venevisión Plus, obteniendo buena aceptación entre el público. En Perú, durante su primera semana de estreno obtuvo buena recepción en audiencia. Según la encuestadora Nielsen, la serie atrajo mayor cantidad de público que la población de Siberia, quedando en el segundo lugar de las telenovelas más vistas en toda la historia de Telemundo después de La reina del sur, logrando superar a Univision en el horario de las 10 p. m./9 p. m. (centro), horario estadounidense. Su otra cadena coproductora, Caracol Televisión, de Colombia, emitió la primera temporada desde el 5 de enero de 2015 hasta el 17 de junio de 2015 en el horario de las 11 p. m., llegando en reemplazo de la telenovela La patrona, donde en la mayoría de sus capítulos lo superó la competencia (Secretos del paraíso). La segunda temporada se estrenó el 22 de junio de 2015 en el mismo horario.

### Audiencia
El primer episodio de la serie obtuvo 3.0 millones de espectadores. El episodio final de la primera temporada obtuvo 3.7 millones de espectadores, convirtiéndose así en una de las telenovelas con más audiencia en el 2013 dentro de su horario en el canal Telemundo.
| Temporada | Episodios | Primera emisión       | Primera emisión         | Última emisión           | Última emisión          |
| Temporada | Episodios | Fecha                 | Audiencia (en millones) | Fecha                    | Audiencia (en millones) |
| --------- | --------- | --------------------- | ----------------------- | ------------------------ | ----------------------- |
| 1         | 74        | 15 de abril de 2013   | 2.34                    | 5 de agosto de 2013      | 3.62                    |
| 2         | 84        | 26 de mayo de 2014    | 2.20                    | 22 de septiembre de 2014 | —                       |
| 3         | 104       | 21 de abril de 2015   | 2.68                    | 21 de septiembre de 2015 | 2.95                    |
| 4         | 80        | 28 de marzo de 2016   | 2.79                    | 18 de julio de 2016      | 2.64                    |
| 5         | 95        | 20 de junio de 2017   | 2.27                    | 2 de noviembre de 2017   | 2.54                    |
| 6         | 99        | 8 de mayo de 2018     | 2.14                    | 24 de septiembre de 2018 | 2.06                    |
| 7         | 75        | 14 de octubre de 2019 | 1.99                    | 31 de enero de 2020      | 1.32                    |
| 8         | 88        | 17 de enero de 2023   | 1.62                    | 22 de mayo de 2023       | 1.30                    |
| 9         | 94        | 13 de febrero de 2024 | 1.29                    | 26 de junio de 2024      | —                       |

## Episodios
| Temporada | Temporada | Episodios | Episodios | Emisión original      | Emisión original         |
| Temporada | Temporada | Episodios | Episodios | Primera emisión       | Última emisión           |
| --------- | --------- | --------- | --------- | --------------------- | ------------------------ |
|           | 1         | 74        | 74        | 15 de abril de 2013   | 5 de agosto de 2013      |
|           | 2         | 84        | 84        | 26 de mayo de 2014    | 22 de septiembre de 2014 |
|           | 3         | 104       | 104       | 21 de abril de 2015   | 21 de septiembre de 2015 |
|           | 4         | 80        | 80        | 28 de marzo de 2016   | 18 de julio de 2016      |
|           | 5         | 95        | 95        | 20 de junio de 2017   | 2 de noviembre de 2017   |
|           | 6         | 99        | 99        | 8 de mayo de 2018     | 24 de septiembre de 2018 |
|           | 7         | 75        | 75        | 14 de octubre de 2019 | 31 de enero de 2020      |
|           | 8         | 88        | 88        | 17 de enero de 2023   | 22 de mayo de 2023       |
|           | 9         | 94        | 94        | 13 de febrero de 2024 | 26 de junio de 2024      |

## Premios y nominaciones
| Lista de premios y nominaciones | Lista de premios y nominaciones                | Lista de premios y nominaciones                      | Lista de premios y nominaciones                    | Lista de premios y nominaciones | Lista de premios y nominaciones | Lista de premios y nominaciones |
| Año                             | Organización                                   | Categoría                                            | Nominado/a (s)                                     | Resultado                       | Ref(s)                          |                                 |
| ------------------------------- | ---------------------------------------------- | ---------------------------------------------------- | -------------------------------------------------- | ------------------------------- | ------------------------------- | ------------------------------- |
| 2013                            | Premios Tu Mundo                               | Novela del año                                       | El señor de los cielos                             | Nominada                        | [ 41 ] [ 42 ]                   |                                 |
| 2013                            | Premios Tu Mundo                               | Protagonista favorito                                | Rafael Amaya                                       | Nominado                        | [ 41 ] [ 42 ]                   |                                 |
| 2013                            | Premios Tu Mundo                               | Protagonista favorita                                | Ximena Herrera                                     | Nominada                        | [ 41 ] [ 42 ]                   |                                 |
| 2013                            | Premios Tu Mundo                               | La mala más buena                                    | Fernanda Castillo                                  | Nominada                        | [ 41 ] [ 42 ]                   |                                 |
| 2013                            | Premios Tu Mundo                               | La mala más buena                                    | Sara Corrales                                      | Nominada                        | [ 41 ] [ 42 ]                   |                                 |
| 2013                            | Premios Tu Mundo                               | El malo más bueno                                    | Robinson Díaz                                      | Ganador                         | [ 41 ] [ 42 ]                   |                                 |
| 2013                            | Premios Tu Mundo                               | Mejor actriz de reparto                              | Angélica Celaya                                    | Nominada                        | [ 41 ] [ 42 ]                   |                                 |
| 2013                            | Premios Tu Mundo                               | Mejor actor de reparto                               | Raúl Méndez                                        | Nominado                        | [ 41 ] [ 42 ]                   |                                 |
| 2013                            | Premios Tu Mundo                               | La pareja perfecta                                   | Rafael Amaya y Ximena Herrera                      | Nominados                       | [ 41 ] [ 42 ]                   |                                 |
| 2013                            | Premios People en Español                      | Mejor telenovela                                     | El señor de los cielos                             | Nominada                        | [ 43 ]                          |                                 |
| 2013                            | Premios People en Español                      | Mejor actriz                                         | Ximena Herrera                                     | Nominada                        | [ 43 ]                          |                                 |
| 2013                            | Premios People en Español                      | Mejor actor                                          | Rafael Amaya                                       | Nominado                        | [ 43 ]                          |                                 |
| 2013                            | Premios People en Español                      | Mejor villana                                        | Fernanda Castillo                                  | Nominada                        | [ 43 ]                          |                                 |
| 2013                            | Premios People en Español                      | Mejor actriz de reparto                              | Carmen Villalobos                                  | Nominada                        | [ 43 ]                          |                                 |
| 2014                            | Miami Life Awards                              | Mejor telenovela                                     | El señor de los cielos                             | Nominada                        | —                               |                                 |
| 2014                            | Miami Life Awards                              | Mejor actor principal en una telenovela              | Rafael Amaya                                       | Nominado                        | —                               |                                 |
| 2014                            | Miami Life Awards                              | Mejor actriz principal en una telenovela             | Ximena Herrera                                     | Nominado                        | —                               |                                 |
| 2014                            | Premios Tu Mundo                               | Novela del año                                       | El señor de los cielos                             | Nominada                        | [ 44 ] [ 45 ]                   |                                 |
| 2014                            | Premios Tu Mundo                               | Protagonista favorito                                | Rafael Amaya                                       | Ganador                         | [ 44 ] [ 45 ]                   |                                 |
| 2014                            | Premios Tu Mundo                               | Protagonista favorita                                | Carmen Villalobos                                  | Nominada                        | [ 44 ] [ 45 ]                   |                                 |
| 2014                            | Premios Tu Mundo                               | El malo más bueno                                    | Mauricio Ochmann                                   | Nominado                        | [ 44 ] [ 45 ]                   |                                 |
| 2014                            | Premios Tu Mundo                               | La mala más buena                                    | Fernanda Castillo                                  | Nominada                        | [ 44 ] [ 45 ]                   |                                 |
| 2014                            | Premios Tu Mundo                               | Mejor actor de reparto                               | Raúl Méndez                                        | Nominado                        | [ 44 ] [ 45 ]                   |                                 |
| 2014                            | Premios Tu Mundo                               | La pareja perfecta                                   | Fernanda Castillo y Rafael Amaya                   | Nominados                       | [ 44 ] [ 45 ]                   |                                 |
| 2014                            | Premios Tu Mundo                               | Qué papacito                                         | Rafael Amaya                                       | Nominados                       | [ 44 ] [ 45 ]                   |                                 |
| 2014                            | Premios Emmy Internacional                     | Mejor programa en idioma extranjero                  | El señor de los cielos                             | Ganadora                        | [ 46 ] [ 47 ]                   |                                 |
| 2014                            | Premios People en Español                      | Mejor telenovela                                     | El señor de los cielos                             | Nominada                        | [ 48 ]                          |                                 |
| 2014                            | Premios People en Español                      | Mejor actriz                                         | Marlene Favela                                     | Nominada                        | [ 48 ]                          |                                 |
| 2014                            | Premios People en Español                      | Mejor actor                                          | Rafael Amaya                                       | Nominado                        | [ 48 ]                          |                                 |
| 2014                            | Premios People en Español                      | Mejor química en las pantallas                       | Fernanda Castillo y Rafael Amaya                   | Nominados                       | [ 48 ]                          |                                 |
| 2014                            | Premios People en Español                      | Mejor villana                                        | Fernanda Castillo                                  | Nominada                        | [ 48 ]                          |                                 |
| 2015                            | Premios Tu Mundo                               | Súper serie del año                                  | El señor de los cielos                             | Ganadora                        | [ 49 ] [ 50 ]                   |                                 |
| 2015                            | Premios Tu Mundo                               | Protagonista favorito: Serie                         | Rafael Amaya                                       | Ganador                         | [ 49 ] [ 50 ]                   |                                 |
| 2015                            | Premios Tu Mundo                               | Protagonista favorita: Serie                         | Fernanda Castillo                                  | Ganadora                        | [ 49 ] [ 50 ]                   |                                 |
| 2015                            | Premios Tu Mundo                               | Protagonista favorita: Serie                         | Carmen Villalobos                                  | Nominada                        | [ 49 ] [ 50 ]                   |                                 |
| 2015                            | Premios Tu Mundo                               | El malo más bueno: Serie                             | Mauricio Ochmann                                   | Ganador                         | [ 49 ] [ 50 ]                   |                                 |
| 2015                            | Premios Tu Mundo                               | La mala más buena: Serie                             | Carmen Aub                                         | Ganadora                        | [ 49 ] [ 50 ]                   |                                 |
| 2015                            | Premios Tu Mundo                               | Mejor actriz de reparto: Serie                       | Carmen Aub                                         | Ganadora                        | [ 49 ] [ 50 ]                   |                                 |
| 2015                            | Premios Tu Mundo                               | Mejor actor de reparto: Serie                        | Manuel Balbi                                       | Nominado                        | [ 49 ] [ 50 ]                   |                                 |
| 2015                            | Premios Tu Mundo                               | Mejor actor de reparto: Serie                        | Tommy Vásquez                                      | Ganador                         | [ 49 ] [ 50 ]                   |                                 |
| 2015                            | Premios Tu Mundo                               | Primera actriz                                       | Lisa Owen                                          | Ganadora                        | [ 49 ] [ 50 ]                   |                                 |
| 2015                            | Premios Tu Mundo                               | Mejor protagonista con mala suerte                   | Rafael Amaya                                       | Ganador                         | [ 49 ] [ 50 ]                   |                                 |
| 2016                            | Miami Life Awards                              | Mejor actor principal en una telenovela              | Rafael Amaya                                       | Nominado                        | —                               |                                 |
| 2016                            | Miami Life Awards                              | Mejor telenovela                                     | El señor de los cielos                             | Nominada                        | —                               |                                 |
| 2016                            | Miami Life Awards                              | Mejor actriz principal en una telenovela             | Carmen Villalobos                                  | Nominada                        | —                               |                                 |
| 2016                            | Miami Life Awards                              | Mejor actor de reparto en una telenovela             | Mauricio Ochmann                                   | Nominado                        | —                               |                                 |
| 2016                            | Miami Life Awards                              | Mejor actriz de reparto en una telenovela            | Maritza Rodríguez                                  | Nominada                        | —                               |                                 |
| 2016                            | Premios Tu Mundo                               | Súper serie del año                                  | El Señor de los Cielos                             | Ganadora                        | [ 51 ]                          |                                 |
| 2016                            | Premios Tu Mundo                               | Revelación del año                                   | Gala Montes                                        | Ganadora                        | [ 51 ]                          |                                 |
| 2016                            | Premios Tu Mundo                               | Protagonista favorito: Serie                         | Rafael Amaya                                       | Ganador                         | [ 51 ]                          |                                 |
| 2016                            | Premios Tu Mundo                               | Protagonista favorita: Serie                         | Fernanda Castillo                                  | Ganadora                        | [ 51 ]                          |                                 |
| 2016                            | Premios Tu Mundo                               | Protagonista favorita: Serie                         | Carmen Aub                                         | Nominada                        | [ 51 ]                          |                                 |
| 2016                            | Premios Tu Mundo                               | Protagonista favorita: Serie                         | Maritza Rodríguez                                  | Nominada                        | [ 51 ]                          |                                 |
| 2016                            | Premios Tu Mundo                               | El malo más bueno: Serie                             | Plutarco Haza                                      | Nominado                        | [ 51 ]                          |                                 |
| 2016                            | Premios Tu Mundo                               | El malo más bueno: Serie                             | Leonardo Daniel                                    | Nominado                        | [ 51 ]                          |                                 |
| 2016                            | Premios Tu Mundo                               | El malo más bueno: Serie                             | Christian Tappan                                   | Nominado                        | [ 51 ]                          |                                 |
| 2016                            | Premios Tu Mundo                               | La mala más buena                                    | Marisela González                                  | Ganadora                        | [ 51 ]                          |                                 |
| 2016                            | Premios Tu Mundo                               | El mejor protagonista con mala suerte                | Rafael Amaya                                       | Ganador                         | [ 51 ]                          |                                 |
| 2016                            | Premios Tu Mundo                               | Actriz favorita                                      | Sabrina Seara                                      | Ganadora                        | [ 51 ]                          |                                 |
| 2016                            | Premios Tu Mundo                               | Actor favorito                                       | Alejandro López                                    | Nominado                        | [ 51 ]                          |                                 |
| 2016                            | Premios Tu Mundo                               | Actor favorito                                       | Jorge Luis Moreno                                  | Nominado                        | [ 51 ]                          |                                 |
| 2016                            | Premios Tu Mundo                               | La pareja perfecta                                   | Fernanda Castillo & Rafael Amaya                   | Ganadores                       | [ 51 ]                          |                                 |
| 2017                            | Premios Tu Mundo                               | Súper serie favorita                                 | El señor de los cielos                             | Ganadora                        | [ 52 ] [ 53 ]                   |                                 |
| 2017                            | Premios Tu Mundo                               | Protagonista favorito                                | Rafael Amaya                                       | Ganador                         | [ 52 ] [ 53 ]                   |                                 |
| 2017                            | Premios Tu Mundo                               | Protagonista favorita                                | Fernanda Castillo                                  | Nominada                        | [ 52 ] [ 53 ]                   |                                 |
| 2017                            | Premios Tu Mundo                               | El malo más bueno                                    | Jorge Luis Moreno                                  | Nominado                        | [ 52 ] [ 53 ]                   |                                 |
| 2017                            | Premios Tu Mundo                               | El mala más buena                                    | Marisela González                                  | Nominada                        | [ 52 ] [ 53 ]                   |                                 |
| 2017                            | Premios Tu Mundo                               | Actor favorito                                       | Plutarco Haza                                      | Nominado                        | [ 52 ] [ 53 ]                   |                                 |
| 2017                            | Premios Tu Mundo                               | Actriz favorita                                      | Carmen Aub                                         | Ganadora                        | [ 52 ] [ 53 ]                   |                                 |
| 2017                            | Premios Tu Mundo                               | La pareja perfecta                                   | Rafael Amaya y Fernanda Castillo                   | Nominados                       | [ 52 ] [ 53 ]                   |                                 |
| 2017                            | Premio Produ                                   | Mejor Guion - Superserie y Telenovela                | Luis Zelkowicz                                     | Nominados                       | [ 54 ]                          |                                 |
| 2017                            | Premio Produ                                   | Mejor Actor Principal - Superserie y Telenovela      | Rafael Amaya                                       | Nominados                       | [ 54 ]                          |                                 |
| 2017                            | Premio Produ                                   | Mejor Superserie                                     | El señor de los cielos                             | Nominados                       | [ 54 ]                          |                                 |
| 2017                            | Premio Produ                                   | Programa de Ficción - Uso Transmedia del Año         | El señor de los cielos 4                           | Nominados                       | [ 54 ]                          |                                 |
| 2018                            | 46.a edición de los Premios Emmy Internacional | Mejor programa estelar de habla no inglesa           | El señor de los cielos                             | Nominada                        | [ 55 ] [ 56 ]                   |                                 |
| 2023                            | Produ Awards                                   | Mejor Superserie                                     | El Señor de los Cielos                             | Nominada                        | [ 57 ]                          |                                 |
| 2023                            | Produ Awards                                   | Mejor Apertura / Cabezote de Programa                | El Señor de los Cielos                             | Ganadora                        | [ 57 ]                          |                                 |
| 2023                            | Produ Awards                                   | Mejor Actor Principal - Superserie y Telenovela      | Rafael Amaya                                       | Nominado                        | [ 57 ]                          |                                 |
| 2023                            | Produ Awards                                   | Mejor Productor de Ficción - Superserie y Telenovela | Karen Barroeta, Ximena Cantuarias y Harold Sánchez | Ganadores                       | [ 57 ]                          |                                 |